# Leo Bengtsson
Pour les articles homonymes, voir Bengtsson.
Leo Bengtsson, né le 26 mai 1998 à Stockholm en Suède, est un footballeur suédois qui évolue au poste d'ailier gauche à Lech Poznań.

## Biographie

### Débuts professionnels
Né à Stockholm en Suède, Leo Bengtsson est formé à l'Hammarby IF, club avec lequel il signe son premier contrat professionnel le 6 septembre 2016. Il joue son premier match en professionnel le 18 février 2017, lors d'un match de Svenska Cupen face au Nyköpings BIS (en). Il entre en jeu en cours de partie lors de cette rencontre, qui se solde par la victoire des siens sur le score de trois buts à deux.
En janvier 2019, Bengtsson prolonge son contrat de trois ans avec Hammarby.

### BK Häcken
Le 6 janvier 2020, Leo Bengtsson s'engage avec le BK Häcken pour un contrat de trois ans.

### Aris Limassol
Le 20 juillet 2022, Leo Bengtsson rejoint Chypre afin de s'engager avec le club de l'Aris Limassol. Il signe un contrat de trois ans.
Il inscrit son premier but pour l'Aris le 2 septembre 2022, lors d'une rencontre de championnat face à l'Olympiakos Nicosie. Titulaire, il ouvre le score et participe à la victoire de son équipe (5-0 score final).